# Taeniotes batesi
Taeniotes batesi là một loài bọ cánh cứng trong họ Cerambycidae.